# 山蒟
山蒟（学名：Piper hancei）为胡椒科胡椒属的植物，为中国的特有植物。分布于中国大陆的云南、浙江、广东、福建、湖南、贵州、广西、江西等地，生长于海拔260米至700米的地区，多生在密林、山地溪涧边、疏林中、树上以及石上。

## 外部連結
- 山蒟, Shanju （页面存档备份，存于） 藥用植物圖像數據庫 (香港浸會大學中醫藥學院) （繁體中文）（英文）
- 山蒟 Shan Ju （页面存档备份，存于） 中藥標本數據庫 (香港浸會大學中醫藥學院) （繁體中文）（英文）